# Berkatlah Yang DiPertuan Besar Negeri Sembilan
Berkatlah Yang DiPertuan Besar Negeri Sembilan est l'hymne de l'état de Negeri Sembilan, en Malaisie. Composé par Andrew Caldecott (1884–1951), il a été adopté par Tuanku Muhammad, alors chef de l'état (équivalent au titre Sultan dans les autres états malais). En 2010, le tempo de l'hymne a été ajusté pour une sonorité plus classique par le chef d'état régnant de Negeri Sembilan, Tuanku Mukhriz ibni Almarhum Tuanku Munawir.
La ligne "Musuhnya habis binasa" de l'hymne sert de devise pour l'équipe de football de l'État, le Negeri Sembilan FC.

## Paroles

### Malais
Berkatlah Yang Dipertuan Besar Negeri Sembilan

Kurniai sihat dan makmur

Kasihi rakyat lanjutkan umur

Akan berkati sekalian yang setia

Musuhnya habis binasa

Berkatlah Yang Dipertuan Besar Negeri Sembilan.

### Sens en français
Soyez béni, le chef d'état de Negeri Sembilan

Que vous soyez en bonne santé et viviez en prospérité

Que vous aimiez votre peuple et viviez longtemps

Soyez bénis tous ceux qui sont loyaux

Que ses ennemis soient complètement vaincus

Soyez béni, le chef d'état de Negeri Sembilan.